# 모녀기타
《모녀기타》는 대한민국의 TV조선의 예능 프로그램이다. 1960년대 모녀의 애틋한 감성을 그린 동명의 영화를 모티브로 해 평생의 친구이자, 최고의 원수인 엄마와 딸 사이의 추억을 재구성해 상처를 치유하고, 모녀의 끈끈한 정을 되새기는 국내 최초 '모녀 힐링 토크쇼' 프로그램이다.

## 방송 시간
- 2013년 3월 13일 ~ 2013년 6월 3일 : 매주 수요일 오후 11시 10분